# 골든 글로브 각본상
골든 글로브 각본상 - 영화(Golden Globe Award for Best Screenplay – Motion Picture)은 할리우드 외신 기자 협회가 매년 시상하는 상 가운데 하나이다.

## 수상과 후보
"†"는 아카데미 각본상 수상자를 가리킨다.
"‡"는 아카데미 각색상 수상자를 가리킨다.
"§"는 아카데미상을 수상하지 못한 골든 글로브상 수상자를 가리킨다.

### 2010년대
| 연도 | 영화                       | 후보                                                                                         |
| ---- | -------------------------- | -------------------------------------------------------------------------------------------- |
| 2010 | 《소셜 네트워크》          | 아론 소킨 ‡                                                                                  |
| 2010 | 《127 시간》               | 사이몬 뷰포이, 대니 보일                                                                     |
| 2010 | 《인셉션》                 | 크리스토퍼 놀란                                                                              |
| 2010 | 《에브리바디 올라잇》      | 스튜어트 블럼버그, 리사 초로덴코                                                             |
| 2010 | 《킹스 스피치》            | 데이비드 세이들러 †                                                                          |
| 2011 | 《미드나잇 인 파리》       | 우디 앨런 †                                                                                  |
| 2011 | 《아티스트》               | 미셸 하자나비시우스                                                                          |
| 2011 | 《디센던트》               | 알렉산더 페인, 짐 래시, 냇 팩슨 ‡                                                            |
| 2011 | 《킹메이커》               | 조지 클루니, 그랜트 헤슬로브, 보 윌리몬                                                      |
| 2011 | 《머니볼》                 | 스티븐 자일리안, 아론 소킨                                                                   |
| 2012 | 《장고: 분노의 추적자》    | 쿠엔틴 타란티노 †                                                                            |
| 2012 | 《아르고》                 | 크리스 테리오 ‡                                                                              |
| 2012 | 《링컨》                   | 토니 커시너                                                                                  |
| 2012 | 《실버라이닝 플레이북》    | 데이비드 O. 러셀                                                                             |
| 2012 | 《제로 다크 서티》         | 마크 볼                                                                                      |
| 2013 | 《그녀》                   | 스파이크 존즈 †                                                                              |
| 2013 | 《노예 12년》              | 존 리들리 ‡                                                                                  |
| 2013 | 《아메리칸 허슬》          | 에릭 워렌 싱어, 데이비드 O. 러셀                                                             |
| 2013 | 《네브래스카》             | 밥 넬슨                                                                                      |
| 2013 | 《필로미나의 기적》        | 제프 포프, 스티브 쿠건                                                                       |
| 2014 | 《버드맨》                 | 알레한드로 곤살레스 이냐리투, 니콜라스 자코보네, 알렉산데르 디네랄리스 주니어, 아르만도 보 † |
| 2014 | 《보이후드》               | 리처드 링클레이터                                                                            |
| 2014 | 《나를 찾아줘》            | 길리언 플린                                                                                  |
| 2014 | 《그랜드 부다페스트 호텔》 | 웨스 앤더슨                                                                                  |
| 2014 | 《이미테이션 게임》        | 그레이엄 무어 ‡                                                                              |
| 2015 | 《스티브 잡스》            | 아론 소킨                                                                                    |
| 2015 | 《헤이트풀 에이트》        | 쿠엔틴 타란티노                                                                              |
| 2015 | 《룸》                     | 에마 도노휴                                                                                  |
| 2015 | 《스포트라이트》           | 토머스 매카시, 조시 싱어                                                                     |
| 2015 | 《빅쇼트》                 | 찰스 랜돌프, 애덤 매케이                                                                     |
| 2016 | 《라라랜드》               | 데이미언 셔젤                                                                                |
| 2016 | 《녹터널 애니멀스》        | 톰 포드                                                                                      |
| 2016 | 《문라이트》               | 배리 젱킨스                                                                                  |
| 2016 | 《맨체스터 바이 더 씨》    | 케네스 로너건                                                                                |
| 2016 | 《로스트 인 더스트》       | 테일러 셰리던                                                                                |

## 같이 보기
- 아카데미 각색상
- 아카데미 각본상